# Révision des croyances
En logique mathématique, en philosophie, en intelligence artificielle, en théorie des bases de données, la révision des croyances est le processus de changement des croyances en prenant en compte une nouvelle information.